# Wereldkampioenschappen schoonspringen 2015 – tienmetertoren synchroon gemengd
Het synchroonspringen vanaf de tienmetertoren voor gemengde duo's tijdens de wereldkampioenschappen schoonspringen 2015 vond plaats op 25 juli 2015 in het Aquatics Palace in Kazan.
Dit onderdeel stond voor de eerste maal op het programma tijdens de wereldkampioenschappen.

## Uitslag
| Rang   | Land             | Namen                               | Punten |
| ------ | ---------------- | ----------------------------------- | ------ |
| Goud   | China            | Si Yajie Tai Xiaohu                 | 350.88 |
| Zilver | Canada           | Meaghan Benfeito Vincent Riendeau   | 309.66 |
| Brons  | Australië        | Domonic Bedggood Melissa Wu         | 308.22 |
| 4      | Noord-Korea      | Hyon Il-myong Kim Kuk-hyang         | 305.52 |
| 5      | Rusland          | Nikita Sjleicher Joelia Timosjinina | 304.14 |
| 6      | Italië           | Noemi Batki Maicol Verzotto         | 299.28 |
| 7      | Frankrijk        | Benjamin Auffret Laura Marino       | 295.35 |
| 8      | Mexico           | Paola Espinosa Jahir Ocampo         | 294.24 |
| 9      | Japan            | Minami Itahashi Yu Okamoto          | 289.92 |
| 10     | Maleisië         | Loh Loh Zhiayi Chew Yiwei           | 289.89 |
| 11     | Roemenië         | Mara Aiacoboae Cătălin Cozma        | 286.92 |
| 12     | Brazilië         | Ingrid Oliveira Luiz Outerelo       | 283.68 |
| 13     | Verenigde Staten | Mark Anderson Samantha Bromberg     | 274.14 |
| 14     | Duitsland        | Dominik Stein My Phan               | 260.46 |
| 15     | Egypte           | Maha Abdelsalam Mohab Elkordy       | 207.63 |